# SHOW-YA LIVE 2006 別格

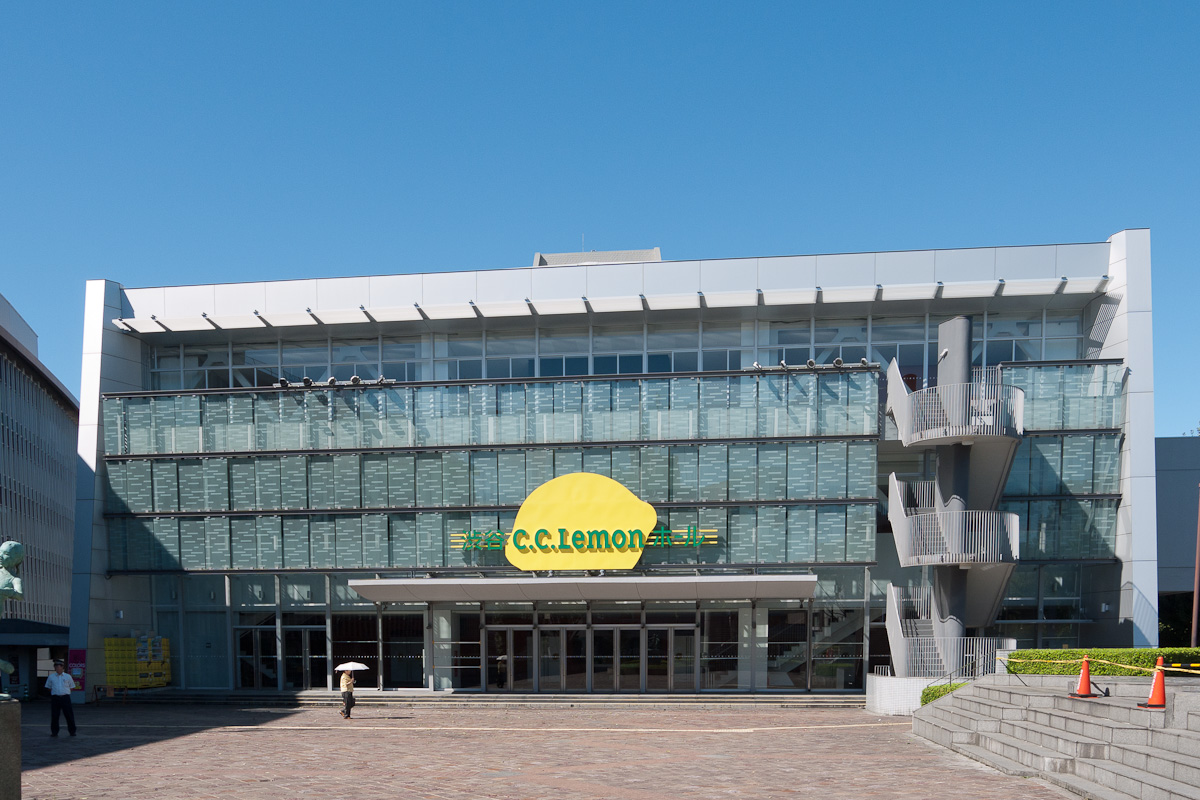
会場となった渋谷C.C.Lemonホール（渋谷公会堂）

『SHOW-YA LIVE 2006 別格』（ショーヤ・ライブ・にせんろく べっかく）はSHOW-YAのライブDVD。

## 内容
2006年10月20日にC.C.レモンホールにて行ったライブを収録。書き下ろしによる新曲も収録。

## 収録曲
全編曲：SHOW-YA
1. OUT OF LIMITS
作詞：安藤芳彦　作曲：五十嵐美貴
2. LOOK AT ME!
作詞：安藤芳彦・寺田恵子　作曲：SHOW-YA
3. 私は嵐
作詞：安藤芳彦　作曲：寺田恵子
4. ドキュメンタリー1（リハーサル）
5. SWITCH BLADE ST.
作詞：安藤芳彦　作曲：仙波さとみ・角田美喜
6. LIFE IS OK!
作詞・作曲：寺田恵子
7. シングルメドレー
  - ONE WAY HEART

作詞：川村真澄　作曲：NOBODY
  - しどけなくエモーション

作詞：湯川れい子　作曲：中村美紀
  - その後で殺したい

作詞：秋元康　作曲：筒美京平
  - 水の中の逃亡者

作詞：秋元康　作曲：筒美京平
  - 愛さずにいられない -Still be hangin' on-

作詞・作曲：Jonathan Cain・Rick Neilson（訳詞：寺田恵子）
  - 叫び

作詞：安藤芳彦　作曲：寺田恵子・中村美紀
  - 孤独のラビリンス

作詞：秋元康　作曲：筒美京平
  - AU REVOIR

作詞：寺田恵子　作曲：中村美紀
8. 時を越えて
作詞：寺田恵子　作曲：五十嵐美貴
9. ドキュメント2（KOBE to TOKYO）
10. Moonrise
作曲：中村美紀
11. Mittan's Drum Solo（第一楽章）
作曲：角田美喜
12. BAD BOYS
作詞：安藤芳彦　作曲：仙波さとみ・中村美紀
13. Come on!
作詞：寺田恵子　作曲：SHOW-YA
14. 限界LOVERS
作詞：安藤芳彦　作曲：寺田恵子・五十嵐美貴
15. ドキュメント3（渋谷公会堂）
16. What do you say
作詞：安藤芳彦　作曲：寺田恵子・五十嵐美貴
17. ギャンブリング
作詞：安藤芳彦　作曲：五十嵐美貴
18. FAIRY
作詞：寺田恵子　作曲：五十嵐美貴

## 「SHOW-YA LIVE 2006 別格」データ
| 地域         | 日程 （2006年） | 会場                   | 開場／開演 （JST） |
| ------------ | --------------- | ---------------------- | ------------------ |
| 兵庫県神戸市 | 10月14日        | 新神戸オリエンタル劇場 | 18:00／18:30       |
| 東京都       | 10月20日        | 渋谷C.C.Lemonホール    | 18:30／19:00       |